# Sandängesstranden
Sandängesstranden är ett kommunalt naturreservat i Piteå kommun i Norrbottens län.
Området är naturskyddat sedan 2011 och är 2,7 kvadratkilometer stort. Reservatet omfattar ett strandområde sydost om Piteå. Reservatet består av sandhed och sandstränder.